# Rabih Alameddine

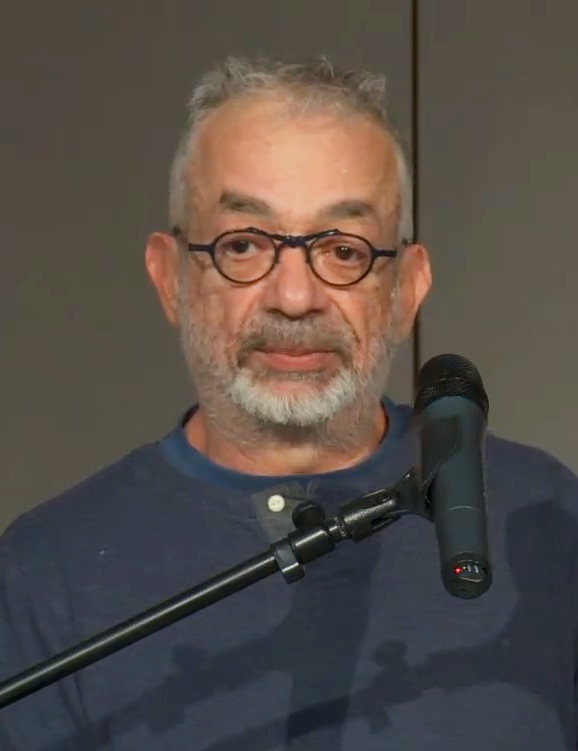
Rabih Alameddine (2017)

Rabih Alameddine (* 1959 in Amman, Jordanien) ist ein libanesischer Maler und in englischer Sprache schreibender Schriftsteller.
Rabih Alameddine ist der Sohn libanesischer Drusen und wuchs in Kuwait, im Libanon und in England auf. Nach seinem Studium an der UCLA und der USF war er als Ingenieur tätig, ehe er Maler und Schriftsteller wurde. Er lebt in San Francisco und Beirut.

## Literarisches Schaffen
Alameddines Romane sind im Nahen Osten und in den USA angesiedelt und setzen sich u. a. mit dem Bürgerkrieg im Libanon und der Emigration, mit AIDS sowie mit Kunst (und dem aus dem Scheitern erwachsenden künstlerischen Potential) auseinander. Wiederholt stehen Mitglieder drusischer Familien im Mittelpunkt.
In seinem Debütroman Koolaids. The Art of War erzählt Alameddine u. a. von einem aus dem Libanon emigrierten homosexuellen Maler, einem HIV-positiven Amerikaner und einer Mutter, die im umkämpften Beirut lebt. Der nicht-lineare Roman ist aus Tagebuchauszügen, Presseberichten, Briefen, Interneteinträgen, Aphorismen, Dramenfragmenten (worin u. a. Eleanor Roosevelt, Julio Cortázar, Jiddu Krishnamurti und Tom Cruise auftreten) sowie aus imaginierten Gesprächen mit anderen Autoren (Jorge Luis Borges, Robert Coover) etc. collagiert. Koolaids wurde als „a post-modernist’s playground – a daring, dazzling unity of disjointed humor and horror“ beschrieben.
Sein Roman I, the Divine. A Novel in First Chapters besteht aus knapp 50 ersten Kapiteln – den gescheiterten Versuchen der in die USA emigrierten libanesischen Protagonistin, ihr Leben in einer Autobiographie bzw. in einem Roman zu fassen. Die Kapitel(fragmente) variieren nicht nur in Erzählhaltung, Perspektive und Stil, sondern wechseln in zwei Fällen auch vom Englischen ins Französische (Verkehrs- und Elitesprache im Libanon).
In The Hakawati verschränkt Alameddine mehrere im Libanon des 20./21. Jahrhunderts angesiedelte Handlungsebenen mit einem Märchen, das in der Zeit der Kreuzzüge spielt. Dabei greift er auf Erzählmuster der titelgebenden ḥakawātī (dt.: Geschichtenerzähler) zurück und stellt zahlreiche Bezüge zu anderen Geschichten her, u. a. aus den Sammlungen Tausendundeine Nacht und Panchatantra, aus dem Alten Testament und dem Koran sowie aus den Dichtungen von Homer und Ovid. The Hakawati wurde mit dem Rome Prize für das beste internationale Buch des Jahres 2009 ausgezeichnet.
Alameddines Bücher sind ins Arabische, Dänische, Französische, Kroatische, Niederländische, Spanische, Polnische und Portugiesische übersetzt. Sein 2014 erschienener Roman An Unnecessary Woman stand auf der Shortlist für den National Book Critics Circle Award sowie für den National Book Award und wurde mit dem California Book Award sowie dem Prix Femina Étranger ausgezeichnet.

## Werke
- Koolaids. The Art of War (Roman), New York: Saint Martin’s Press Inc, 1998, ISBN 0-312-18693-2.
- The Perv: Stories (Kurzgeschichten), New York: Picador, 1999, ISBN 978-0-312-20041-1.
- I, the Divine. A Novel in First Chapters (Roman), New York: Norton, 2001, ISBN 978-0-393-32356-6.
- The Hakawati (Roman), New York: Alfred A. Knopf, 2008, ISBN 978-0-307-26679-8.
- An Unnecessary Woman (Roman), New York: Grove Press, 2014, ISBN 978-0-8021-2214-8.
  - Eine überflüssige Frau. Übersetzung Marion Hertle. München: Louisoder, 2016, ISBN 978-3-944153-30-8.
- The Angel of History (Roman), New York: Atlantic Monthly Press, 2016, ISBN 978-0-8021-2576-7.
  - Der Engel der Geschichte. Übersetzung Joachim Bartholomae. Berlin: Albino, 2018, ISBN 978-3-86300-257-2.
- The Wrong End of the Telescope (Roman), New York: Grove Press, 2021, ISBN 978-0-8021-5780-5.
- Comforting Myths: Concerning the Political in Art (Essays), Charlottesville, University of Virginia Press, 2024, ISBN 978-0-8139-5251-2.

## Auszeichnungen
- 2002 Guggenheim Foundation Fellowship[8]
- 2009 Rome Prize for Best International Book of the Year für The Hakawati
- 2014 California Book Award für An Unnecessary Woman
- 2016 Prix Femina Étranger für Les Vies de papier
- 2017 Lambda Literary Award für The Angel of History in der Kategorie Gay Fiction
- 2018 Harold Washington Literary Award[9]
- 2019 John Dos Passos Prize for Literature[10]
- 2022 PEN/Faulkner Award für The Wrong End of the Telescope